# Ross Island (ö i Irland)
Ross Island är en ö i republiken Irland.   Den ligger i grevskapet Ciarraí och provinsen Munster, i den sydvästra delen av landet, 270 km sydväst om huvudstaden Dublin.